# 伯納德 (愛荷華州)
伯納德（英語：Bernard）是一個位於美國愛荷華州迪比克縣的城市。

## 地理
伯納德的座標為40°18′49″N 94°49′52″W / 40.31361°N 94.83111°W，而該地的平均海拔高度為280米（即919英尺）。

## 人口
根據2010年美國人口普查的數據，伯納德的面積為0.28平方千米，當中陸地面積為0.28平方千米，而水域面積為0.00平方千米。當地共有人口112人，而人口密度為每平方千米400人。